# Chen Shui-bian
Chen Shui-bian (chino tradicional: 陳水扁, chino simplificado: 陈水扁, pinyin: Chén Shuǐbiǎn, Tongyong pinyin: Chén Shuǐ-biǎn, Min del sur: Tân Chúi-píⁿ; n. en Tainan en 1950) es un político taiwanés, fue el presidente de la República de China (Taiwán) desde el 20 de mayo de 2000 hasta el 20 de mayo de 2008. Reelegido en las elecciones de 2004, abandonó el cargo al final de su segundo mandato, en el año 2008, debido a la limitación constitucional de dos mandatos.
Conocido popularmente como A-bian (阿扁, Ābiǎn), su subida al poder, como candidato del Partido Democrático Progresista (PDP, Chen Shui-bian), puso fin a más de cincuenta años de gobierno del partido nacionalista chino Kuomintang en Taiwán. El PPD es el principal partido de la Alianza Panverde, la coalición de partidos identificada con la ideología del independentismo taiwanés. Aunque desde su llegada al poder, ha suavizado el carácter independentista de sus declaraciones públicas, mostrándose conciliador hacia sus adversarios políticos y hacia la República Popular China (RPCh), su figura ha sido muy atacada por los defensores de la reunificación china, especialmente en la RPCh, donde los medios de comunicación se refieren a él de manera habitual con un lenguaje sumamente despectivo.
Chen Shui-bian es Miembro Honorario de la Fundación Internacional Raoul Wallenberg.

## Infancia y juventud
Nacido en el seno de una familia humilde en la localidad de Kuantien del condado de Tainan a finales de 1950, su certificado de nacimiento se expidió unos meses después, el 18 de febrero de 1951, probablemente porque su estado de salud hizo pensar en un principio que no sobreviviría.
En junio de 1969, ingresó en la Universidad Nacional de Taiwán. Aunque comenzó estudiando Administración de Empresas, pronto dejó estos estudios para dedicarse a la carrera de Derecho. En 1974, obtuvo su licenciatura en derecho comercial con las notas más altas de su promoción.
En 1975, contrajo matrimonio con Wu Shu-chen, con quien ha tenido una hija, actualmente dentista, y un hijo que se licenció también en derecho en la Universidad de California en Berkeley en el año 2005.[cita requerida]
Entre 1976 y 1989, Chen trabajó como abogado para una empresa de seguros, especializándose en el derecho marítimo.

## Trayectoria política
Chen participó por vez primera en la política taiwanesa en 1980 cuando se hizo cargo de la defensa de los implicados en el incidente de Kaohsiung ante un tribunal militar. A pesar de que los ocho implicados, entre quienes se encontraba el principal disidente de la oposición Huang Hsin-chieh y la actual vicepresidenta de la República de China Annette Lu, fueron declarados culpables, Chen se hizo famoso por su habilidad retórica, y comenzó a participar en la política taiwanesa como miembro del movimiento de los dǎngwài (黨外, "ajenos al partido"), los disidentes que defendían la necesidad de establecer formaciones políticas al margen del entonces partido único Kuomintang (KMT).
Representando a este movimiento de dǎngwài, Chen se presentó como candidato independiente a las elecciones al Ayuntamiento de Taipéi, convirtiéndose en concejal entre los años 1981 y 1985. Durante esta etapa, en 1984, fundó una asociación de opositores al KMT<>, que publicaría la revista Neo-Formosa.
El 12 de enero de 1985, Chen fue condenado a un año de cárcel por difamación debido a un artículo publicado en Neo-Formosa sobre Elmer Feng, catedrático de Filosofía perteneciente al Kuomintang. Aunque no había escrito él el artículo, Chen era el editor de la revista y responsable por ello de su contenido. Mientras recurría la sentencia, regresó a Tainan para presentarse en las elecciones a magistrado del condado en noviembre de 1985. Tres días después de las elecciones, en las que no fue elegido, durante un acto de agradecimiento a sus seguidores, su esposa Wu Shu-chen fue atropellada por un camión. Wu Shu-chen quedó parapléjica debido al accidente. Una teoría bastante extendida en Taiwán afirma que el atropello habría sido deliberado, como parte de una campaña de intimidación del gobierno del KMT.
El recurso de Chen contra su condena fue denegado en mayo de 1986 y tuvo que pasar ocho meses en la Penitenciaría de Tucheng junto a Huang Tien-fu y Lee Yi-yang, los otros dos acusados por el mismo caso. Durante su etapa en prisión, su esposa Wu Shu-chen se presentó a las elecciones legislativas y fue elegida diputada en el Yuan Legislativo, la cámara baja del parlamento de la República de China. 
Tras salir de la cárcel, Chen volvió a ejercer la abogacía mientras continuaba sus actividades políticas junto a su esposa. En 1989 Chen fue elegido diputado del Yuan Legislativo, donde, con el apoyo de diputados del KMT, participaría en el Comité de Defensa Nacional. Chen tomó parte en la fundación del Partido Progresista Democrático (PPD), y moderó algunas posturas del partido en los principios independentistas del partido.
Reelegido diputado en 1992, Chen dimitiría de su puesto en 1994 para convertirse en alcalde de la capital, Taipéi.

## Alcaldía de Taipéi
Chen fue elegido alcalde de Taipéi en 1994, en gran medida gracias a una división del voto favorable al KMT entre el candidato de este partido y el presentado por el Partido Nuevo, escisión del KMT. Debido a la inexperiencia del equipo de Chen Shui-bian y sus colaboradores, muchos altos funcionarios de la alcaldía pertenecientes al KMT mantuvieron sus cargos. 
Durante su mandato, Chen organizó campañas para acabar con las redes de juego y prostitución en Taipéi. También fue responsable del cambio de nombres de muchas calles de la ciudad, eliminando nombres relacionados con China y el Kuomintang en favor de nombres vinculados a Taiwán.
En las elecciones municipales de 1998, Chen no logró ser reelegido. A pesar de conseguir un número mayor de votos que en las elecciones anteriores, el candidato del KMT Ma Ying-jeou recibió el apoyo de los votantes tradicionales del KMT, incluida una gran parte de los que cuatro años antes habían apoyado al Partido Nuevo. Tras perder la alcaldía, Chen Shui-bian se dedicó a su actividad como líder del PPD, y en el año 2000 se presentó como candidato por su partido en las elecciones presidenciales.

## Presidencia
El resultado de las elecciones presidenciales de 2000 fue similar al que le había llevado años antes a la alcaldía de Taipéi. Una división entre dos facciones del KMT hizo que, frente al candidato oficial del partido Lien Chan, se presentara también como independiente James Soong, que le había disputado el liderazgo en el KMT. Así, el voto tradicionalmente favorable al KMT se dividió ente los partidarios de Lien Chan y los de James Soong, lo cual permitió a Chen Shui-bian alcanzar la presidencia con tan solo el 39% de los votos.
Su relativamente débil apoyo electoral y el hecho de que, como le había pasado ya en la alcaldía de Taipéi, la mayor parte de los altos funcionarios de los ministerios eran afines al KMT, llevaron a Chen a adoptar una política conciliadora que le supuso un incremento notable en su popularidad. Así, nombró como primer ministro a Tang Fei, político conservador del KMT de origen chino continental. Además, suavizó su postura independentista con su promesa de que no buscaría una declaración formal de independencia ni modificaría los símbolos nacionales de la República de China siempre y cuando la República Popular China no atacara a Taiwán.

### Relación con la oposición
Chen se encontró desde el principio con la oposición frontal a sus políticas por parte del Yuan Legislativo, donde la Alianza Panazul (contraria al independentismo taiwanés) contaba con una amplia mayoría. Esta situación de tensión entre los poderes ejecutivo y legislativo paralizó muchas decisiones políticas y tuvo efectos negativos sobre la economía, con un notable ascenso del desempleo, que alcanzaría la cifra del 4,5%, así como una caída de alrededor del 50% de la Bolsa de Taipéi.
Uno de los mayores conflictos entre la administración de Chen Shui-bian y la oposición afectó a los planes de construir una nueva planta de energía nuclear. El PPD se había comprometido en su programa electoral a cancelar la construcción de las instalaciones, para la que ya se habían firmado contratos con empresas afines al KMT. Al final, una decisión judicial dio la razón al parlamento en esta cuestión y Chen no pudo evitar la construcción de la nueva planta.
A medida que avanzaba su mandato, Chen fue apartándose de sus gestos conciliadores iniciales, adoptando una postura más abiertamente independentista. 

### Independentismo taiwanés
La posición ideológica de Chen Shui-bian en lo que respecta a su adhesión al independentismo taiwanés y su interpretación de esta ideología está envuelta en una cierta ambigüedad. Chen ha defendido siempre que la República de China es un estado independiente taiwanés cuya reivindicación territorial sobre la China continental es ya sólo un vestigio del pasado. En este sentido, Taiwán no necesitaría declararse independiente por serlo ya. Sin embargo, en las cuestiones de fondo sobre si la constitución debe modificarse para establecer una identidad taiwanesa del estado, o si la reunificación con la China continental debe mantenerse como objetivo a largo plazo, las declaraciones de Chen, atrapado entre el sector más radical de su partido y su responsabilidad institucional, siempre han sido poco precisas. Desde que es jefe de Estado, nunca ha defendido públicamente la independencia formal de Taiwán, pero sí ha abogado por el derecho de los taiwaneses a elegir libremente su futuro, afirmación que muchos consideran una forma sutil de expresar su deseo por esa independencia definitiva y formalizada de la isla. El gobierno de la República Popular ha sido siempre muy crítico con Chen, al que ha acusado en varias ocasiones de buscar la ruptura de la integridad territorial china.
A pesar de los múltiples problemas y de su descenso de popularidad en los sondeos de opinión, en las elecciones presidenciales del 20 de marzo de 2004, Chen Shui-bian y Annette Lu consiguieron la reelección para un segundo mandato, con una ventaja de menos de 30 000 sufragios sobre un total de 12,9 millones de votos emitidos. Además del estrecho margen, que llevó al candidato opositor Lien Chan, del KMT, a pedir un recuento de votos, las elecciones estuvieron marcadas por la polémica debida al confuso incidente del día anterior a las elecciones, cuando Chen Shui-bian y Annette Lu fueron supuestamente heridos por disparos mientras participaban en un acto de campaña en la ciudad de Tainan. Ese día, mientras viajaban en un automóvil descubierto saludando a sus seguidores, se oyeron unos disparos y tanto Chen como Lu hubieron de ser hospitalizados. Las circunstancias del incidente nunca han estado claras y han sido objeto de todo tipo de rumores y teorías conspirativas. Los adversarios políticos de Chen Shui-bian hicieron la acusación de que todo había sido un simulacro para obtener la simpatía del electorado.

### Reelección
Tras su reelección, la Oficina de Asuntos de Taiwán de la República Popular China hizo una declaración pública tres días antes de su investidura, el 17 de mayo, en que acusaba a Chen de seguir una política orientada al separatismo, y reiteró que las consecuencias serían muy graves si se producía cualquier avance hacia una independencia formal de la isla. Junto a esta amenaza del uso de la fuerza, las autoridades de Pekín ofrecieron también una serie de concesiones en el caso de que Chen Shui-bian reconociera públicamente el Principio de Una Sola China.
Para su segundo mandato, que comenzó oficialmente el 20 de mayo de 2004, Chen pretendía promover su idea de reformar la constitución de la República de China (que se remonta al año 1947, cuando la República de China era el régimen del continente chino). El debate sobre cómo definir al estado en una nueva constitución y las amenazas del gobierno de la República Popular China de utilizar la fuerza si las autoridades de la República de China avanzaran hacia una independencia formal de Taiwán, han paralizado estos intentos de reforma.

### Últimos años
El 14 de diciembre de 2004, Chen dimitió como presidente de su partido, asumiendo los resultados decepcionantes en las elecciones legislativas, que dejaban de nuevo el parlamento con mayoría de la Alianza Panazul. Los resultados de las elecciones legislativas impedían a Chen Shui-bian hacerse con el apoyo parlamentario que habría necesitado para sacar adelante muchos de sus planes, y la situación de paralización política que caracterizó su primer mandato se ha extendido al segundo.
Durante el año 2005, Chen se convirtió en el primer presidente de la República de China que visitó Europa, cuando asistió al funeral por el papa Juan Pablo II en la Ciudad del Vaticano (la Santa Sede reconoce diplomáticamente a la República de China, algo que no hace ningún estado europeo). La visita al Vaticano planteaba dificultades diplomáticas, ya que Chen tuvo que volar a Roma y atravesar territorio italiano, país que reconoce a la República Popular China. En esta ocasión, la República Popular China no puso trabas a la visita y Chen Shui-bian pudo asistir al funeral.
Chen Shui-bian entregó el mando de Presidente de la República de China a su sucesor Ma Ying-jeou el 20 de mayo de 2008.

## Condena a prisión
Desde que abandonó la presidencia ha sido investigado por la justicia de Taiwán como sospechoso del delito de lavado de dinero.
El Tribunal de Taipéi dictó en la mañana del miércoles 12 de noviembre de 2008, la prisión preventiva al expresidente Chen Shui-bian con derecho a defensa tras ser detenido por la Fiscalía de Taipéi en la noche del 11. El exmandatario es acusado  por cargos de corrupción, lavado de dinero, toma de sobornos, y falsificación de documentos y podría recibir una condena mínima de 5 años.
El 11 de septiembre de 2009 fue condenado a cadena perpetua por corrupción, pero el 11 de junio de 2010, se le reduce la sentencia a 20 años en prisión.
| Predecesor: Lee Teng-hui | Presidente de la República de China 2000-2008 | Sucesor: Ma Ying-jeou |